# Rubelles
Rubelles is een gemeente in het Franse departement Seine-et-Marne (regio Île-de-France) en telt 1653 inwoners (1999). De plaats maakt deel uit van het arrondissement Melun.

## Geografie
De oppervlakte van Rubelles bedraagt 3,9 km², de bevolkingsdichtheid is 423,8 inwoners per km².
De onderstaande kaart toont de ligging van Rubelles met de belangrijkste infrastructuur en aangrenzende gemeenten.

## Demografie
Onderstaande figuur toont het verloop van het inwonertal (bron: INSEE-tellingen).